# NGC 2943
NGC 2943 (другие обозначения — UGC 5136, MCG 3-25-11, ZWG 92.19, PGC 27482) — эллиптическая галактика (E) в созвездии Льва. Открыта Альбертом Мартом в 1864 году.
NGC 2943 крупнейшая галактика в группе WBL 229, куда входят так же NGC 2934, 2941 и 2946.
Холмберг считал, что эта галактика образует пару с NGC 2941 и занес пару в свой каталог парных галактик под номером 136, но современные данные относят галактику к гравитационно не взаимодействующими с соседями.
Расстояние до галактики с учётом расширения вселенной составляло на момент испускания ей видимого нами сейчас света между 375 и 380 миллионами световых лет. Селигман оценивает размеры галактики в 240 тысяч световых лет. По другим оценкам галактика достигает в поперечнике 600 тысяч световых лет.
Этот объект входит в число перечисленных в оригинальной редакции «Нового общего каталога».